# Petit-Auverné
Petit-Auverné é uma comuna francesa na região administrativa da Pays de la Loire, no departamento de Loire-Atlantique. Estende-se por uma área de 22,53 km². Em 2010 a comuna tinha 431 habitantes (densidade: 19,1 hab./km²).